# Pero modestus
Pero modestus là một loài bướm đêm trong họ Geometridae.